# Podkowa Leśna
Podkowa Leśna este un oraș în Polonia.